# Hermann Raydt
Hermann Raydt, född den 29 maj 1851 i Lingen an der Ems, död den 6 december 1914 i Jena, var en tysk skolman och pedagog. 
Raydt studerade vid sin födelsestads gymnasium, sedan matematik och naturvetenskap vid flera tyska universitet och avlade lärarexamen 1873, varefter han beklädde lärar- och rektorsbefattningar vid gymnasier i Hildesheim, Altona, Ratzeburg, Lauenburg, Hannover och Leipzig till 1912, då han som geheimer Hofrat drog sig tillbaka till privatlivet. Raydt, som stod i nära förbindelse med familjen Bismarck, var en av Tysklands främsta förkämpar för ungdomens friluftsliv, för vilket han uträttade mycket genom skrifter och som ledamot av centralkommittén för främjande av folk- och ungdomslekar. Han utgav en skollärobok i matematik, tillsammans med Rössger en tysk läsebok för handelsskolor (10:e upplagan 1912), Die deutsche Jugendspielbewegung (1911), Fröhlich wandern (1912) med mera.